# Puyupatamarca
Puyupatamarca (palavra quíchua que significa cidade acima das nuvens) é um sítio arqueológico inca localizado no Peru. Está localizado no vale do rio Urubamba. Possui um complexo sistema de fontes de água, além de terraços, escadas e cercas.   Faz parte da Trilha Inca localizado entre Sayacmarca e Wiñay Wayna (jovem para sempre). 

## Descrição
A parte mais alta das ruínas é o Templo do Sol, uma construção ao ar livre. Além de cinco bacias de pedras cerimoniais que são irrigadas por um rio subterrâneo. Vários terraços agrícolas circundam o local principal das ruínas. 

## Descoberta
Hiram Bingham em suas viagens passou pela Trilha Inca em 1915, mas só foi até Puyupatamarca o caminho de lá até as ruínas de Wiñay Wayna era intransitável. 